# Cantó de Corpièra
El cantó de Corpièra és un cantó francès del departament del Puèi Domat, situat al districte de Tièrn. Té 10 municipis i el cap és Corpièra.

## Municipis
- Aubusson-d'Auvergne
- Augerolles
- Corpièra
- Olmet
- La Renaudie
- Sainte-Agathe
- Sauviat
- Sermentizon
- Vollore-Montagne
- Vollore-Ville

## Història
| Data d'elecció                           | Identitat       | Partit           | Qualitat |
| ---------------------------------------- | --------------- | ---------------- | -------- |
| 1958-1982                                | M. Fafournoux   | SFIO, després PS |          |
| 1982-1994                                | Pierre Peyronny | UDF              |          |
| 1994-                                    | André Wils      | Divers gauche    |          |
| les dades anteriors no són pas conegudes |                 |                  |          |
|                                          |                 |                  |          |

## Demografia
| 1962  | 1968  | 1975  | 1982  | 1990  | 1999  | 2007  |
| ----- | ----- | ----- | ----- | ----- | ----- | ----- |
| 7.591 | 8.416 | 8.468 | 8.665 | 8.289 | 8.223 | 8.194 |